# Mareòmetre de Portugalete
El Mareòmetre de Portugalete és un aparell pintoresc, semblant un rellotge, que serveix per mesurar les marees. Va ser instal·lat al final del Moll de Churruca (Portugalete) l'any 1883 i va ser un element imprescindible per a la navegació, ja que abans de la construcció del Moll de Ferro (1887) hi havia una terrible barra de sorra que provocava la impossibilitat de la navegació durant la baixamar. Actualment encara està en funcionament.